# Melanie Behringer
Melanie Behringer (* 18. November 1985 in Lörrach) ist eine ehemalige deutsche Fußballspielerin. Sie stand zuletzt beim Bundesligisten FC Bayern München unter Vertrag und absolvierte 123 Spiele für die A-Nationalmannschaft.

## Spielerkarriere

### Vereine
Behringer begann in Utzenfeld bei der ortsansässigen Spielvereinigung ab der E-Jugend mit dem Fußballspielen. Ihr gelangen innerhalb einer Saison bemerkenswerte 66 Tore. Nach Saisonende in der Altersklasse der D-Jugend (noch gemeinsam mit Jungen) gelangte sie über den im Landkreis Lörrach ansässigen FC Hausen 2003 zum SC Freiburg. Nach fünf Spielzeiten in der Bundesliga, in denen sie 97 Ligaspiele bestritt und 30 Tore erzielte, wechselte sie zum Konkurrenten FC Bayern München. Dort blieb sie zwei Spielzeiten lang und wechselte 2010 zum Ligakonkurrenten 1. FFC Frankfurt, mit dem sie am 26. März 2011 in Köln den DFB-Pokal mit dem 2:1-Sieg über den 1. FFC Turbine Potsdam gewann. Mit Bekanntgabe ihres Vereinswechsels am 21. März 2014 spielte sie seit der Saison 2014/15 wieder für den FC Bayern München, bei dem sie einen bis zum 30. Juni 2017 gültigen Vertrag erhielt. 2015 gewann sie mit den Münchnerinnen ihre erste deutsche Meisterschaft. Am 22. Februar 2019 gab Melanie Behringer bekannt, dass sie nach der Saison 2018/19, aufgrund einer Knieverletzung, ihre Profifußball-Karriere beenden werde.

### Nationalmannschaft
Behringer durchlief nach der Südbadischen Auswahl die U-19- und U-21-Nationalmannschaft. Am 8. August 2004 verlor sie das Finale der U-19-Europameisterschaft gegen Spanien 1:2. Im gleichen Jahr gewann Behringer die U-19-Weltmeisterschaft. In der K.-o.-Runde (ab Viertelfinale) des WM-Turniers in Thailand erzielte sie in jedem Spiel jeweils ein Tor. Im Viertelfinale verwandelte Behringer den ersten Elfmeter im Elfmeterschießen, nachdem es nach Verlängerung 1:1 gestanden hatte. Im Halbfinale traf sie zum 2:1 in der 69. Spielminute (Endstand 3:1). Im Finale in Bangkok am 27. November 2004 gegen China machte Behringer mit ihrem 2:0 in der 82. Minute den Sieg der deutschen Mannschaft perfekt.
Am 28. Januar 2005 gab sie in Quanzhou (China) ihr Debüt in der A-Nationalmannschaft. Im Spiel gegen Australien stand sie in der Anfangsformation und wurde in der 64. Spielminute für Isabell Bachor ausgewechselt. Das erste Länderspieltor erzielte sie am 9. März 2006 gegen Finnland. Mit der Nationalmannschaft wurde sie Weltmeisterin 2007 in China, Bronzemedaillengewinnerin bei den Olympischen Spielen in Peking 2008 und Europameisterin 2009. Bei der WM 2011 in Deutschland gehörte Behringer zum Mannschaftskader und kam in drei Spielen zum Einsatz.
Am 29. Februar 2012 trug sie im Turnier um den Algarve-Cup im Spiel gegen die Nationalmannschaft Islands erstmals die Kapitänsbinde der Nationalmannschaft. Mit der deutschen Auswahl gewann sie das Turnier durch ein 4:3 im Finale in Faro gegen Weltmeister Japan.
Am 17. September 2014 bestritt sie als 20. deutsche Spielerin im letzten WM-Qualifikationsspiel gegen Irland ihr 100. Länderspiel und erzielte dabei den 1:0-Führungstreffer.
Am 24. Mai 2015 wurde sie von Bundestrainerin Silvia Neid in den endgültigen Kader für die Weltmeisterschaft 2015 in Kanada berufen.
2016 wurde Behringer für das olympische Fußballturnier der Frauen in Brasilien in den Kader der Nationalmannschaft aufgenommen.
Sie wurde in allen sechs Turnierspielen der deutschen Mannschaft eingesetzt und gewann im Finale gegen Schweden die Goldmedaille. Mit fünf Treffern wurde sie Torschützenkönigin des Turniers. Nach dem Turnier trat sie aus der Nationalmannschaft zurück.

### Erfolge
Nationalmannschaft
- Weltmeister 2007
- Europameister 2009, 2013
- Olympiasieger 2016

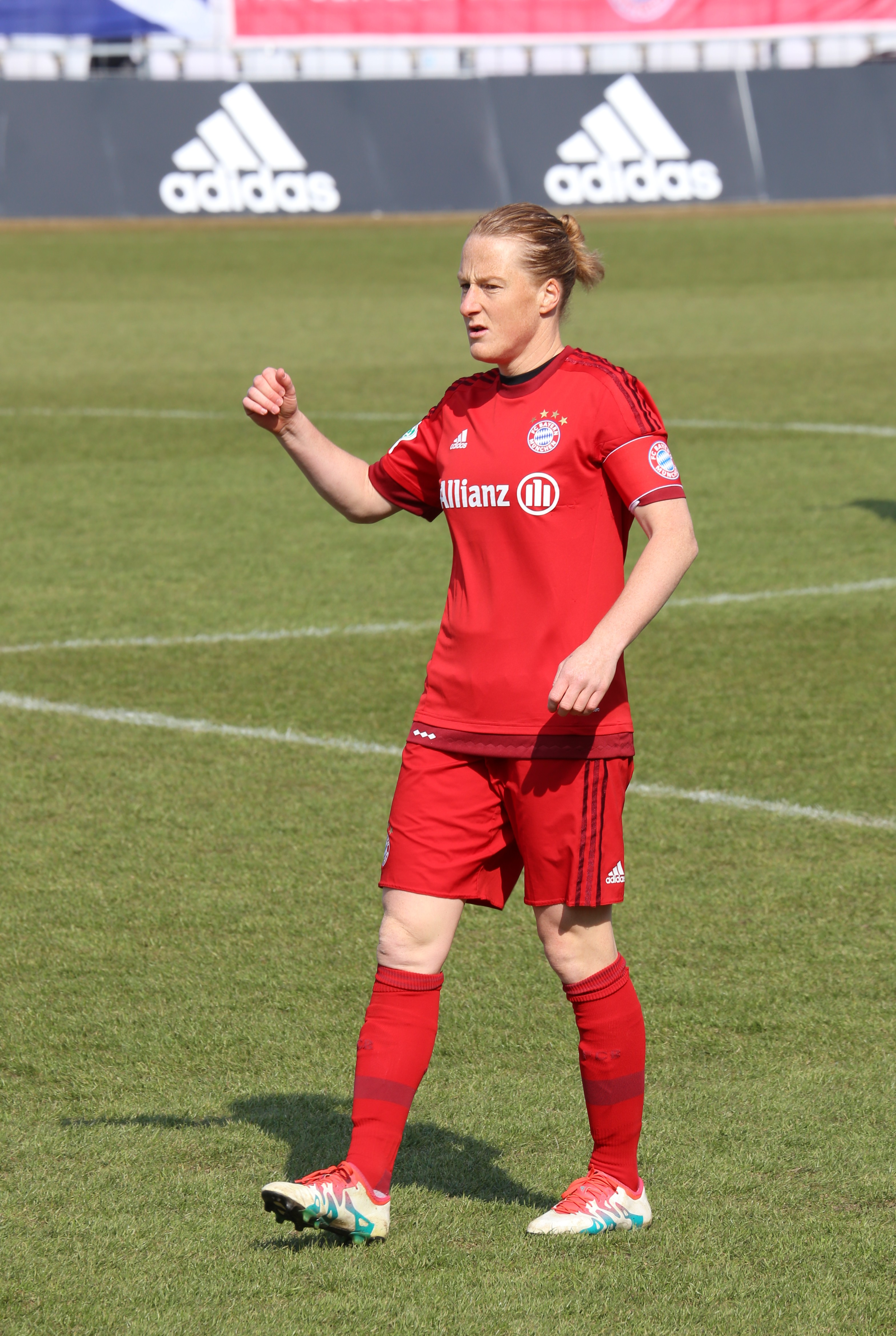
Im Bundesliga-Spiel gegen
den FF USV Jena am 19. März 2016

- Torschützenkönigin olympisches Fußballturnier 2016
- Olympische Bronzemedaille 2008
- Algarve-Cup-Sieger 2006, 2012, 2014
- U19-Weltmeister 2004
- Finalist U19-Europameisterschaft 2004

FC Bayern München
- Deutscher Meister 2015, 2016
- DFB-Pokal -Finalist 2018

1. FFC Frankfurt
- DFB-Pokal-Sieger 2011, 2014

### Ehrungen/Auszeichnungen
- Silbernes Lorbeerblatt 2016[9]
- Torschütze des Monats (September 2009)[10]
- Beste Spielerin des DFB-Hallenpokals 2005[11]

## Trainerkarriere
Im Jahr 2019 war sie Co-Trainerin der U-17-Frauennationalmannschaft. 2020 gehörte sie zum Trainerteam der SC Freiburg-Frauen und kümmerte sich insbesondere um Standards. Von 2020 bis 2022 betreute sie die U20-Mannschaft der SC Freiburg-Frauen als Cheftrainerin, bevor sie Cheftrainerin Friederike Kromp in der U16-Nationalmannschaft gemeinsam mit Sabine Loderer assistierte. Da Kromp im Sommer 2023 zur U20-Frauenmannschaft von Eintracht Frankfurt wechselte, stieg Behringer zur Cheftrainerin der deutschen U16-Nationalmannschaft auf.

## Sonstiges
Behringer ist gelernte Bürokauffrau; sie übte den Beruf bis Sommer 2008 in einer Druckerei in Denzlingen aus. 2010 schloss sie ein Fernstudium zur Sportfachwirtin ab; 2022 das Bachelor-Studium „Fitness and Health Management“ an der IST-Hochschule für Management.
Behringer engagierte sich für das Sozialprojekt „Wir helfen Afrika“ anlässlich der Fußball-Weltmeisterschaft 2010. Von 2017 bis 2018 war sie Schirmherrin des Mädchenturniers des Merkur Cup.